# Зондерсхаузен
Зондерсхаузен (на немски: Sondershausen) е град в северната част на Тюрингия, Германия, с 22 039 жители (2015). Намира се на около 50 км от Ерфурт.
Зондерсхаузен е споменат за пръв път в документ през 1125 г. и между 1295 и 1341 г. получава права на град. Зондерсхаузен е до 1918 г. столица на княжеството Шварцбург-Зондерсхаузен.